# Salma
Salma is een geslacht van vlinders van de familie snuitmotten (Pyralidae).

## Soorten
- S. cupreotincta (Janse, 1922)
- S. fasciculata (Hampson, 1906)
- S. fulvitinctalis (Hampson, 1906)
- S. gamsbergpastalis Mey, 2011
- S. ignezonalis (Hampson, 1906)
- S. lakasy (Viette, 1981)
- S. mauritanica (Amsel, 1953)
- S. melapastalis (Hampson, 1906)
- S. mombopastalis Mey, 2011
- S. purpureopicta (Hampson, 1916)
- S. vadoni (Viette, 1981)